# Ibicaré
Ibicaré là một đô thị thuộc bang Santa Catarina, Brasil. Đô thị này có diện tích 150,512 km², dân số năm 2007 là 3390 người, mật độ 22,1 người/km².